# لي يونغ يو
لي يونغ يو (بالكورية: 이영유)‏ هي ممثلة ومغنية كورية جنوبية، ولدت يوم 10 يوليو 1998 في أوساكا في اليابان.

## روابط خارجية
- لي يونغ يو على موقع IMDb (الإنجليزية)
- لي يونغ يو على موقع قاعدة بيانات الفيلم (الإنجليزية)